# 前田和彦 (法学者)
前田 和彦 （まえだ かずひこ、 1960年 - ）は、日本の法学者。専門は、医事法・民事法・生命倫理学。九州医療科学大学生命医科学部教授、兼同大学院医療薬学研究科及び同大学院保健医療学研究科教授。

## 略歴
- 1984年 3月 - 大東文化大学法学部法律学科卒業
- 1984年 4月 - 大東文化大学大学院法学研究科入学
- 1985年 8-9月 ベルギー(世界医事法会議)及びフランスにて研修及び資料収集
- 1986年 3月 - 大東文化大学大学院法学研究科修了
- 1986年 4月 - 自治医科大学法医学教室研究生 (1991年 3月まで)
- 1988年 7月 - チェコスロバキア(世界医事法会議)及びフランス(パリ第2大学 Université Panthéon-Assas)にて研究及び資料収集
- 1990年 4月 - 自治医科大学看護短期大学非常勤講師 (1999年 3月まで)
- 1992年 4月 - 金沢大学医療技術短期大学部非常勤講師 (1993年 3月まで)
- 1999年 4月 - 九州保健福祉大学社会福祉学部臨床福祉学科講師 (2003年 3月まで)
- 2003年 4月 - 九州保健福祉大学薬学部薬学科助教授
- 2005年 4月 - 岐阜大学医学研究科非常勤講師
- 2007年 4月 - 九州保健福祉大学薬学部薬学科教授
- 2012年 4月 - 九州保健福祉大学大学院医療薬学科教授
- 2019年 4月 - 九州保健福祉大学生命医科学部生命医科学科教授
- 2023年 4月 - 九州保健福祉大学大学院保健医療学科教授
- 2024年 4月 - 九州保健福祉大学から九州医療科学大学へ改称

## 所属学会
- 日本医事法学会
- 日本生命倫理学会
- 日本法政学会
- 日本社会医療学会

## 主な公的及び社会活動
- 公益社団法人宮崎県柔道整復師会 顧問
- 公益社団法人東京都柔道整復師会 学術顧問
- 厚生省(医政局)あん摩マッサージ指圧師、はり師、きゅう師及び柔道整復師の広告に関する検討会構成員
- 宮崎県延岡市情報公開・個人情報保護審査会委員
- 宮崎県延岡市行政不服審査会委員
- 柔道整復師国家試験試験委員
- あん摩マッサージ、はり師、きゅう師国家試験試験委員
- 言語聴覚士国家試験試験委員、他

## 主な著書等

### 単著
- 『医事法講義』(信山社、初版 1993年、新編第5版 2023年)
- 『映画のなかの医事法学・plus 医療・福祉・生命倫理+人生・青春・恋愛・アニメ』(医療科学社，初版 2017年)
- 『医事法セミナー』(医療科学社、初版 2000年、新版第4版 2024年)
- 『医事福祉法講義』(信山社、初版 2002年)
- 『関係法規』(医歯薬出版、初版 2007年，改訂版 2025年)、他

### 共著
- (古村節男・野田寛(編集代表)、他)『医事法の方法と課題』共著、(信山社、初版 2004年)
- (甲斐克則(編集代表)、手嶋豊・中村好一・山口斉昭・佐藤雄一郎・磯部哲(編集委員))『医事法辞典』共著、(信山社、初版 2018年)
- (塚田敬義・前田和彦 (編著))共著、『生命倫理・医事法』(医療科学社、初版 2015年、第3版 2023年)

- （小野幸二(編)、平田陽一・馬場巌・森田悦史・前田和彦・小島隆・山崎広道）『やさしい遺言のはなし』共著、(法学書院，1992年)
- （井神隆憲・杉村公文・鈴木國文(編)）『社会リハビリテーションの課題』共著、(中央法規出版，2000年)
- （村上陽一郎・橋本迪生・森田立美・西村健司・熊谷孝三 ・前田和彦）『リスクマネジメント<医療内外の提言と放射線部の実践>』共著、(医療科学社、2002年)
- （大久保一徳・山本健次・森田成満(編著)）『薬事関係法規・制度』共著、(法律文化社，2007年)
- （川渕孝一・長尾敦彦・前田和彦）『社会保障制度と柔道整復師の職業倫理』(医歯薬出版，2024年)、他